# Santiago Camotlán
Santiago Camotlán è un comune del Messico, situato nello stato di Oaxaca.